# Scott Duane Vangen
Scott Duane Vangen (Granite Falls, Minnesota, 1959. december 12. –) amerikai villamosmérnök, űrhajós.

## Életpálya
1982-ben a Mines and Technology (Rapid City, Dél-Dakota) keretében villamosmérnöki oklevelet szerzett. 1982-től Kennedy Space Center (KSC) foglalkoztatta, mint a teherbírású robotok munkatársát. Vezető mérnökként felelős volt Spacelab–1, Spacelab–2, Spacelab–3, ASTRO–1,  ATLAS–1, és a  TSS–1 tervezéséért, végrehajtásáért. 1986-ban a Florida Institute of Technológia (Melbourne, Florida) megvédte mérnöki diplomáját.
1993 májusában a Lyndon B. Johnson Űrközpontban részesült űrhajóskiképzésben. Az ASTRO–2 specialistája. Űrhajós pályafutását 1995. március 18-án fejezte be.

## Tartalék személyzet
STS–67, a Endeavour űrrepülőgép 8. repülésének küldetés specialistája.